# ГЕС Вассен
ГЕС Вассен (нім. Wassen) — гідроелектростанція у центральній частині Швейцарії. Становить середній ступінь гідровузла, спорудженого у верхній течії річки Ройс (через Ааре належить до басейну Рейну).
Ресурс для роботи станції подається з нижнього балансуючого резервуара ГЕС Гешенен. Він має об'єм 103 тис. м3 та споруджений на Ройсі за допомогою гравітаційної греблі висотою 35 метрів та довжиною 53 метри, на яку витратили 11 тис. м3 матеріалу.
Звідси до машинного залу, збудованого нижче за течією річки, веде дериваційний тунель довжиною 6,3 км, який на своєму шляху приймає додатковий ресурс із лівих приток Ройсу Рорбах та Мінройсс. Така схема забезпечує напір у 277 метрів.
Зал обладнаний двома турбінами типу Френсіс загальною потужністю 54 МВт, які виробляють 350 млн кВт·год на рік. Відпрацьована вода спрямовується на нижній ступінь — ГЕС Амстег.
З 2015 року станція на 90 % є власністю швейцарської залізничної компанії SBB.